# London
 For alternative betydninger, se London (flertydig). (Se også artikler, som begynder med London)
London er hovedstaden og den største metropolregion i Det Forenede Kongerige Storbritannien og Nordirland. Byens kerne City of London har omtrent sine middelalderlige grænser; men sent i 1800-tallet har navnet "London" også refereret til hele den hovedstad, der har udviklet sig om selve byen. I dag udgør størstedelen af denne konurbation Londons byområde og Greater London, med sin egen valgte borgmester og byråd.
Londons historie går tilbage til romerne. Siden grundlæggelsen for 2.000 år siden har London været centrum for mange vigtige bevægelser og fænomener som den engelske renæssance, den industrielle revolution og nygotiske-arkitektur. Derfor er byen blevet en af de mest populære turistdestinationer i verden og tiltrækker stadigt flere på grund af sin økonomiske vækst. London har tre verdensarvssteder: Palace of Westminster, Tower of London og den historiske bosættelse Greenwich. Byen er et af verdens førende kommercielle, finansmæssige og kulturelle centre, og dens indflydelse på politik, uddannelse, underholdning, massemedier, mode og kunst bidrager alle til dens status som en vigtig verdensby.
London har en officiel befolkning på 8.799.728(2021) indbyggere, og inden for grænserne af Londons byområde er indbyggertallet 9.787.426 (2011) , og byen var en af de største byer i EU målt på befolkning. Metropolregionen har en befolkning på 12.434.823 (2018) . London har en varieret befolkning målt på både folkeslag, kulturer og religioner, og over 300 forskellige sprog tales inde for byens grænser. Byen er desuden et internationalt transportknudepunkt med sine fem større lufthavne samt en stor havn. Byen er det største luftfartscentrum i verden, og Heathrow Lufthavn har flere passagerer end nogen anden lufthavn i verden.

## Definition
Med London defineres normalt som området kendt som Greater London, som både er et grevskab og en region. Midt inde i dette område ligger City of London, som er sit eget grevskab, kendt som the City eller the Square Mile. Byen voksede kraftigt i klunketiden og igen i mellemkrigstiden. I 1940'erne førte først 2. verdenskrig og derefter lovgivning omkring det grønne bælte til at væksten ophørte.
Der findes mange mulige definitioner på "London" som postdistriktet, politidistriktet (Metropolitan Police District), området som har London-retningsnummer og Londons pendlerbælte. De har sjældent lappet over. Omkring 40 % af Greater London dækkes af Londons postområder. Området med London-retningsnummer dækker et omtrent lige stort område som Greater London, men grænserne afviger noget. En definition, som er blevet taget i brug i mange sammenhænge, er området indenfor ringvejen M25, og grænsen for Greater London er nogle steder blevet flyttet for at tilpasse den til vejen.
Byens nominelle centrum er ved Charing Cross, lige ved Trafalgar Square, på omkring 51°30′29″N, 00°07′29″W.

## Status
Hele det urbane område kaldes ofte for en city ud fra en geografisk definition. Administrativt og formelt er dette ikke korrekt; Greater London er en region som blandt andet omfatter to cities, City of London og City of Westminster, flere towns (byer af lavere status), og andre områder.
Londons status som Storbritanniens hovedstad er aldrig godkendt skriftlig men tilhører den uskrevne, sædvanebestemte del af Storbritanniens konstitution pga., at monarken flyttede fra den tidligere hovedstad Winchester til London; i middelalderen var hovedstaden den by, monarken boede i.

## Historie
Da romerne kom til de britiske øer, var "London" en lille landsby i trinovanternes område. Byen regnes gerne som grundlagt af romerne ca. år 50 e.Kr., med navnet Londinium. I 61 blev byen brændt ned af icenerne, men den blev hurtigt genopbygget. Den ældste del af byen lå nord for Themsen i dagens City of London. Byen blev tidligt i det 2. århundrede hovedstad for provinsen Britannien.
Fra 800-tallet og de næste århundreder blev byen gentagne gange hærget af danske og norske vikinger. I 846-848 var London under vikingernes kontrol. Den sidste invasion fandt sted i 1066, da Vilhelm Erobreren vandt slaget ved Hastings og overtog magten.
I 1078 blev Tower of London påbegyndt. I 1100-tallet blev Westminster sæde for regeringen og senere for parlamentet. Tower of London er Englands bedst bevarede middelalderfæstning. Den centrale del af fæstningen, The White Tower, stod færdig i 1097. The White Tower har op gennem årene været kongebolig, fængsel, våbenlager og opbevaringssted for kronjuvelerne.
I 1665 blev byen ramt af pest, og 70.000 mennesker døde. Året efter ramte den store bybrand London, og kun en femtedel af byen stod tilbage. Over 13.000 huse og 84 kirker var brændt ned.
I slutningen af 1800-tallet var London verdens største by. Som center for Det Britiske Imperium var den verdens ledende handels-, industri-, finans- og havneby.
Gennem det 19. og den tidlige halvdel af det 20. århundrede havde londonerne anvendt kul til opvarmning, hvilket gav megen røg. Kombineret med klimatiske forhold forårsagede det en karakteristisk smog, og London var kendt for sin typiske "London-tåge", også kendt som "ærtesuppen". Af den grund blev London nogle gange kaldt "The Smoke" (Røgen). I 1952 kulminerede problemerne i, hvad der blev kaldt den store smogkatastrofe, der varede i fem dage og dræbte over 4.000 mennesker. Af den grund blev "ren luft-loven" (Clean Air Act) vedtaget med krav om, at der blev oprettet røgfrie områder, hvor udelukkende "røgfrit" brændsel blev anvendt (på den tid brugte de fleste husholdninger åben ild loven var effektiv, om end øgenavnet The Smoke stadig anvendes sarkastisk om byen.
Under 2. verdenskrig blev London hårdt ramt af tysk bombning. Store områder blev lagt i grus; både industri, offentlige bygninger og boligområder blev ramt under Blitzen, da London og andre britiske byer blev bombet 57 nætter i træk. Med skiftende intensitet varede bomberaidene helt til krigens slutfase. De har bidraget meget til at forme dagens London. Tæt befolkede slumområder i det østlige London blev hårdt ramt, og mange af de evakuerede, som havde mistet alt, fik nye hjem i offentlige boligområder i forstæderne.
I 1965 blev byens område kraftig udvidet ved, at Greater London, som både er grevskab og region, blev oprettet. Størstedelen af Middlesex og dele af Essex og Surrey blev da inkluderet i byen.
6. juli 2005 blev et nyt kapitel indledt i Londons historie, idet byen blev udpeget til de olympiske sommerlege for 2012. Der foregik et stort arbejde med at planlægge og bygge faciliteter til dette arrangement. London har tidligere arrangeret OL i 1908 og 1948.
Dagen efter, 7. juli 2005, blev London ramt af det største bombeangreb siden 2. verdenskrig, hvor 52 mennesker mistede livet og mere end 700 blev såret, da fire selvmordsbomber sprang i tre undergrundstog og en bus.

## Byplanlægning og -udvikling
Det romerske Londinium omfattede kun et område, som omtrent svarer til City of London. Det blev omgivet af en bymur, og på romersk vis blev der anlagt et næsten retvinklet gadenet. Det mest dramatiske i denne periode var nedbrændingen af byen i 61. Genopbygningen ser ud til at have fulgt omtrent samme mønster. Der var kun et sted til at krydse Themsen i London: en bro som blev bygget omkring år 46.
Med romernes tilbagetrækning fra Britannien i begyndelsen af det 5. århundrede, kom angelsakserne til magten. Hvor hurtigt, forfaldet af den romerske by og fremvæksten af det angelsaksiske London foregik, er uklart, men det menes, at gadenettet stadig blev mere uregelmæssigt. Der blev særligt fra 800-tallet bygget mange kirker i byen. Det er værd at bemærke, at London endnu ikke var blevet rigets hovedstad. Med bispesædet i Canterbury og Winchester som kongens sæde var London først og fremmest et handelscentrum på grund af Themsen, og ikke en magtens by.
Efter normannernes erobring af England i 1066 ændrede det sig. Tower of London blev et vigtigt, kongeligt slot, og Westminsterpaladset blev sæde for regeringen. Dermed begyndte en ny fase i udviklingen af byen med flere paladser, administrationscentre og kraftigere befolkningstilvækst. Denne udvikling foregik ikke efter nogen plan. De centrale områder af London fik smalle gader og høj befolkningstæthed. Udviklingen omfattede til en vis grad de ydre dele af dagens London. Indtil jernbanen kom, var der fortsat en dagsrejse til Watford Gap, som i dag ligger lige uden for byens grænser. Områderne uden for centrum forblev derfor stort set landsbyer med nogen spredte byer indtil det 19. århundrede.
Efter at store dele af byen brændte ned i 1666, blev der straks lagt planer for en kontrolleret genopbygning. Der skulle være lige gader for at lette trafikpresset – allerede i hestevognenes tid havde London store trafikkøer – og husene skulle have større afstand og være bygget af mindre brændbart materiale for at hindre en ny storbrand. Der skulle også gøres noget med de sanitære forhold, det havde pesten året før vist nødvendigheden af. Men planlægningen trak ud, og på en tid hvor reguleringslove var vage eller ikke-eksisterende, begyndte befolkningen at bygge byen op efter eget forgodtbefindende. Gadenettet i City of London er derfor ligeså uregelmæssigt som i middelalderen, og der er ikke få smøger med kort afstand mellem husene, som har overlevet. Grundplanerne var bestemt af det gamle vejnet, og så længe myndighederne ikke greb ind i tide for at rette grænserne ud, byggede ejerne på deres brandtomter.
Først i 1750 kom en ny bro over Themsen på plads, efter at London Bridge havde været enerådende siden romersk tid. På andre steder lå robåde som færger langs flodbredden. Flere broer skulle følge, og byen blev knyttet tættere sammen.
Den næste store udvikling kom i det 19. århundrede, da jernbanen kom. Afstande betød pludselig mindre, og jernbanelinjer kunne bruges af pendlere. Londons undergrundsbane åbnede som verdens første i 1863, og selv om rutenettet kun var en lille del af dagens, betød det, at pendlernes tid var kommet. London begyndte at sprede sig uden for Middlesex og ind i Surrey, Kent, Essex og Hertfordshire.
Efter 1. verdenskrig kom en ny fase i byens udvikling. I de ydre bydele kom store boligområder for at fjerne slumområderne på Londons østkant. Enkelte boligområder blev også anlagt for at give hjem til krigsveteraner. De og andre blev trukket ind til byen fra andre områder, og London voksede både i areal og befolkning. Den udvikling blev forstærket efter 2. verdenskrig, da behovet for genopbygning var stort efter de tyske bombardementer. Der er i det 21. århundrede få områder inden for Greater Londons grænser, som minder om landsbyer; indtil 1930'erne var der landbrug, hvor der nu er boligkareer og indkøbsgader.
I efterkrigstiden kom også de nye byer, byer som blev grundlagt for at aflaste overbefolkede byer. I 1965 kom Milton Keynes - omkring en times kørsel nord for London - og en betydelig andel af befolkningen kom fra London. Der kom også vækst i andre byer i takt med udflytningen fra London. London havde derfor i den sidste halvdel af det 20. århundrede et fald i befolkningstallet på omkring en million.
For at bevare byens profil i centrum var det ikke velset at bygge i højden. Stort pres på ejendomsmarkedet specielt i City har ført til, at der er blevet lempet på disse restriktioner. Flere skyskrabere er rejst siden 1970'erne, og der er planer om flere. Der er også udført fornyelsesprojekter flere steder med det tidligere havneområde London Docklands som et af de mest kendte eksempler.

## Geografi
Greater London dækker et område på 1.579 km², hvilket gør byen til en af verdens største i areal. Et hovedelement i byens geografi er Themsen, som løber gennem byen fra sydvest mod øst og er sejlbar på hele forløbet. Thames Valley er en flad dal afgrænset af åser som Parliament Hill, Addington Hills og Primrose Hill. Eftersom der ikke findes nogen naturlige begrænsninger for byens vækst ud fra det historiske centrum, har den beholdt en praktisk talt cirkulær form.
Themsen var engang langt bredere og dybere og løb gennem et moselandskab. Gennem omfattende bygning af diger er den blevet smallere. Mange af de mindre floder, som løber ud i Themsen i London, er lagt i rør. Themsen er en tidevandsflod, og byen er derfor sårbar for oversvømmelser. På grund af en sænkning af landskabet – Storbritannien stiger i nord og synker i syd – er denne fare blevet større med tiden. I 1974 begyndte opførelsen af Thames Barrier ved Woolwich for at kontrollere vandstanden. Det antages, at der kan blive behov for endnu en dæmning længere nede i floden i nær fremtid. Themsen krydses af en række tunneler og broer som London Bridge.
Nulmeridianen, som længdegraderne regnes ud fra, går gennem Greenwich i London. Siden 1884 har det været udgangspunkt for al fastsættelse af længdegradspositioner.

## Klima
London har et tempereret klima med regelmæssig, let regn gennem hele året. Juli er den varmeste måned, med gennemsnitstemperatur ved Greenwich på 13,6 °C til 22,8 °C. Den koldeste måned er januar, med gennemsnitlig 2,4 °C til 7,9 °C. Gennemsnitlig årlig nedbør er 583,6 mm, og februar er normalt den tørreste måned. Sne er unormal i selve London, selv om der regelmæssigt er sne omkring byen Det skyldes, at den ekstra varme, storbyen genererer, gør byen omkring 5 °C varmere end omkringliggende områder om vinteren.

| Vejr for London                     | Vejr for London | Vejr for London | Vejr for London | Vejr for London | Vejr for London | Vejr for London | Vejr for London | Vejr for London | Vejr for London | Vejr for London | Vejr for London | Vejr for London | Vejr for London |
|                                     | Jan             | Feb             | Mar             | Apr             | Maj             | Jun             | Jul             | Aug             | Sep             | Okt             | Nov             | Dec             | År              |
| ----------------------------------- | --------------- | --------------- | --------------- | --------------- | --------------- | --------------- | --------------- | --------------- | --------------- | --------------- | --------------- | --------------- | --------------- |
| Gennemsnitlig maks °C               | 7,9             | 8,2             | 10,9            | 13,3            | 17,2            | 20,2            | 22,8            | 22,6            | 19,3            | 15,2            | 10,9            | 8,8             | 14,8            |
| Gennemsnitlig min °C                | 2,4             | 2,2             | 3,8             | 5,2             | 8               | 11,1            | 13,6            | 13,3            | 10,9            | 8               | 4,8             | 3,3             | 7,2             |
| Gennemsnitlig nedbør mm             | 51,9            | 34              | 42              | 45,2            | 47,2            | 53              | 38,3            | 47,3            | 56,9            | 61,5            | 52,3            | 54              | 583,6           |
| Kilde (14. august 2007): Met Office |                 |                 |                 |                 |                 |                 |                 |                 |                 |                 |                 |                 |                 |

## Demografi
London var blandt de ti største byer i Europa, da folketallet passerede 100.000 i slutningen af 1500-tallet. I 1750 var tallet næsten 700.000, og London havde passeret Paris. Med 960.000 mennesker i 1800 var London verdens største by, i et Europa med kun 23 byer med mere end 100.000 indbyggere. Byen forblev den mest folkerige indtil 1925, da den blev passeret af New York. Det højeste registrerede folketal var 8.615.245 i 1939. Da genopbygningen startede efter 2. verdenskrig, kom befolkningstallet ikke op på førkrigsniveau, blandt andet fordi mange valgte at bosætte sig i forstæder og nye byer.
I 2005 beregnede man antallet af indbyggere i Greater London til 7.517.700. Tager man hele det urbane område med efter en byområdedefinition, bliver tallet 8.278.251 ved folketællingen i 2001. Tager man hele Londons pendlerbælte, et udvidet storbyområde, med, bliver tallet mellem tolv og femten millioner afhængig af, hvordan det defineres. London er verdens femtende største by både efter befolkning inden for officielle grænser og befolkning inden for det urbane område.
Regionen dækker 1.579 km², hvilket giver en befolkningstæthed på 4.761 pr. km². Dette er mere end ti gange så højt som nogen anden britisk region.
London er en af verdens dyreste byer at leve i, sammen med Moskva og Tokyo.

### Nationalitet og etnicitet
Ifølge tal fra Office for National Statistics inkluderede befolkningen 2.288.000 udenlandsfødte i 2006, det vil sige 31 %. Dette tal var steget fra 1.630.000 i 1997.
Tabellen til højre viser befolkningen inddelt efter fødeland, med de lande som er hyppigst forekommende. Tabellen opgiver kun fødeland, ikke etnicitet eller statsborgerskab. En vis andel af dem, som er opgivet som født udenfor Storbritannien, er børn af britiske borgere, fx britiske soldater som gjorde tjeneste i Tyskland. Ligeledes omfatter tallet for Storbritannien børn af udenlandske borgere. Skotter og walisere udgør tilsammen omkring 200.000 blandt de britiskfødte.
London er en af de mest multikulturelle byer i den industrialiserede verden, idet der tales mere end 300 sprog blandt mere end 50 etniske grupper med over 10.000 personer. Mange af grupperne har samlet sig i hver sin bydel, hvor deres tilstedeværelse er synlig i blandt andet udvalget af butikker og spisesteder.
I folketællingen i 2001 blev der spurgt om etnicitet:
- 71,15 % klassificerede sig som hvide

- 59,79 % hvide briter
- 3,07 % hvide irere
- 8,29 % "andre hvide" (særligt polakker, græsk-cyprioter, italienere og franskmænd)

- 12,09 % klassificerede sig som indere, pakistanere, bangladeshere eller "andre asiatere" (særligt lankesere, arabere og personer fra andre steder i sydøstasien)
- 10,91 % klassificerede sig som sorte

- 7 % sorte afrikanere
- 4,79 % sorte caribiere
- 0,84 % som "andre sorte"

- 3,15 % som af blandet race
- 1,12 % som kinesere
- 1,58 % som "andet" (særligt filippinere, japanere og vietnamesere)

Denne fordeling er baseret på befolkningens egne svar under folketællingen, noget som åbner for uklare definitioner, men da antallet af svar er meget højt, må det antages, at det giver et statistisk set rigtigt billede af befolkningssammensætningen.

### Religion
London har traditionelt været domineret af kristendom og har et stort antal kirker; der er specielt tæt mellem kirkerne i City of London. Den anglikanske kirke har to katedraler, Saint Paul's Cathedral og Southwark Cathedral. Ærkebiskoppen af Canterbury har sit sæde i Canterbury i Kent, men hans officielle residens er Lambeth Palace i London. Westminster Abbey er formelt set et kongeligt kapel, men fungerer som en "tredje katedral" for den anglikanske kirke. Den katolske kirke har også to katedraler i byen, Westminster Cathedral og St. Georgs katedral. De fleste kristne er det først og fremmest af navn, og tallene for deltagelse i gudstjenester er lavere end i andre dele af landet. De fleste kristne samfund er repræsenteret i London.
London har også betydelige indslag af islam, hinduisme, sikhisme og jødedom. Særligt bydelene Tower Hamlets og Newham har stor andel muslimer, og den største moske er Baitul Futuh i Merton. Hinduerne er særligt synlige i Harrow og Brent, og i sidstnævnte bydel finder man Neasden Temple, et af de største hinduistiske templer i Europa. Sikherne er mere spredt men findes særligt i østlige og vestlige bydele. Et af de største sikhtempler udenfor Indien ligger i London. Størstedelen af Storbritanniens jøder bor i London, og der er større jødiske samfund i Stamford Hill (som regnes som et af de mest ortodokse jødiske områder udenfor New York og Israel), St John's Wood, Golders Green og Edgware.

## Økonomi
London regnes blandt verdens økonomiske "kommandocentre" sammen med New York og Tokyo.
Byen er den by i Europa med den største omsætning, og den står for omkring 19 procent af Storbritanniens bruttonationalprodukt, i 2005 219 milliarder pund. Tager man hele det urbane område med, med omkringliggende byer, var resultatet 345 milliarder pund i 2005, det vil sige omkring 30 procent af BNP i Storbritannien.
London udviklede sig imod en økonomi primært baseret på tjenesteydelser tidligere end mange andre europæiske byer. Denne overgang skete særligt i årene efter 2. verdenskrig. Der er flere faktorer, som har gjort London til et vigtigt økonomisk center. Som hovedstad for Det Britiske Imperium var der et kontaktnet over hele verden, som i stor grad er blevet bevaret og udvidet. Traditionelt er der et godt forhold til USA og mange asiatiske lande. Engelsk er blevet et lingua franca i international handel, og engelsk kontraktret bliver brugt meget i international handel. London er også en multikulturel by, hvor udenlandske erhvervsdrivende kan finde en infrastruktur, de er fortrolige med, og som har et skatteniveau, som er forholdsvis lavt (specielt for udenlandske selskaber og organisationer). Lokale og nationale styringsorganer er indstillet på at sætte erhvervslivets behov højt (specielt i City of London, hvor det er selskaberne, som vælger medlemmer til City of London Corporation). Ydermere er kommunikationsinfrastrukturen meget godt udbygget.[kilde mangler]
Mere end 85 procent af arbejdstagerne i Greater London, ca. 3,2 millioner, arbejder inden for tjenesteydende erhverv, mens resten er jævnt fordelt mellem andre produktions- og konstruktionserhverv.
Der er fem specielt vigtige forretningsdistrikter i byen: City, Westminster, Canary Wharf, Camden & Islington og Lambeth & Southwark.

## Transport
Transporten i London er underlagt borgmesteren. Hans forvaltning har alligevel begrænset kontrol over økonomiske forhold og ingen kontrol over jernbanenetværket, bortset fra jernbanelinjerne som udgør London Overground. Transport for London (TfL) har fået ansvaret for at administrere både undergrundsbanen, busnettet, taxalicens, Docklands Light Railway, London Overground og anden offentlig transport i byen.

### Bane
London har et stort undergrundsbanenet, London Underground. Det er det ældste undergrundsbanenet i verden, grundlagt i 1863. Det har tolv linjer og bliver stadig udvidet. Der er dagligt mere end tre millioner rejsende i netværket, hvilket giver næsten en milliard passagerer årligt. Undergrundsbanen er specielt godt udbygget i centrum og i de nordlige bydele, mens man sydover er mere afhængig af jernbanenettet.
Docklands Light Railway er et metrosystem med små, lette, førerløse togsæt, som særligt betjener det østlige London.
Jernbanetrafikken er fordelt på fjorten terminalstationer, som er spredt omkring centrum. Man har siden begyndelsen af 1990'erne arbejdet med en jernbaneforbindelse, som skal krydse byen fra øst til vest, så at passagererne slipper for at bruge andre transportmidler mellem stationer. Ud over pendler- og intercitytog er der også togforbindelse til Frankrig og Belgien med hurtigtoget Eurostar.

### Bus
Busnettet er meget omfattende med mere end 700 ruter. Der er på en hverdag over seks millioner passagerer, og i regnskabsåret, som endte i marts 2005, var der blevet fragtet 1,79 milliarder buspassagerer i Londonbusserne.

### Luft
Byen har otte lufthavne, hvoraf de fem største er London City Airport, Stansted, Luton, Gatwick og den største, London Heathrow Airport, som er en af verdens travleste lufthavne. De tre mindre flypladser, Ashford, Biggin Hill, Northolt, har langt mindre trafik. Ashford og Northolt har kun indenrigstrafik, mens de andre seks er internationale flypladser.

### Vej
Mens de fleste vælger kollektive tilbud i det centrale London, er det i de ydre bydele biler, som dominerer. Byen har flere ringveje: en indre ring, som går omkring centrum, North og South Circular Road i forstæderne og M25 omkring Greater London. Der var i 1960'erne planer om at forlænge flere motorveje ind i centrale områder, men man gik bort fra det meste af dette i 1970'erne. I 2003 blev der indført en trafikafgift, Congestion Charge, som skal mindske personbiltrafikken i centrum.

## Administration
London består af 32 bydele, hver styret af sit eget valgte bydelsstyre. I perioden 1986–2000 var det bydelene, som styrede London hver på sit område uden et fælles bystyre. Der er fortsat et vis lokalt selvstyre i bydelene. Hver bydel er for eksempel ansvarlig for renovation og en del andre offentlige tjenester. De er delt i to grupper, indre London og ydre London.
City of London er ikke en bydel på lige linje med de øvrige, men en selvstændig by beliggende midt i London. City of Westminster har også egen bystatus men administreres som en almindelig bydel.
Den centrale administration, Greater London Authority, består af borgmesteren og London Assembly ("Londonforsamlingen"). Den blev indført i 2000.

## Uddannelse og forskning
London har et stort tilbud af højere studier på en række universiteter og højskoler. Der er omkring 378.000 studerende i byen, og byen er også et centrum for forskning inden for mange områder. Grundskolesystemet er praktisk talt det samme som i resten af England med en blanding af offentlige og private skoler.
University of London er med 125.000 studenter det største universitet i Europa ud fra antal studerende. Det består af tyve kollegier og flere mindre institutter, som har en høj grad af autonomi, og de studerende knyttes direkte til en af disse mindre enheder. Nogle af dem som Imperial College London og London School of Economics er regnet til verdens bedste læresteder; blandt andet blev Imperial nummer ni og LSE som nummer 17 i 2006 af Times Higher Education Supplement.
Der findes også andre universiteter som Brunel University, City University, London Metropolitan University, Middlesex University, University of East London, University of Westminster og London South Bank University. Nogen af dem er meget gamle, mens andre er højskoler, som i 1992 fik universitetsstatus.
Mange af museerne i London er både turistattraktioner og centrale inden for forskning. Det gælder ikke mindst Natural History Museum, Royal Botanic Gardens, Kew, Science Museum, Victoria and Albert Museum og British Museum. British Library er landets nationalbibliotek og har 150 millioner bind.

## Kultur

### Teater
London byder på en bred række kulturelle foranstaltninger. I West End ligger mere end en halv snes teatre, og her spilles alt fra klassisk til moderne. Blandt andet har Andrew Lloyd Webbers verdensberømte musicals Cats og The Phantom of the Opera haft uropførelse der.
National Theatre Companys Royal National Theatre i South Bank og Royal Shakespeare Companys Barbican Arts Centre tilhører de professionelle teater- og performancecentre. Royal Court Theatre, en af de mest traditionsrige scener i London, blev genåbnet i februar 2000 efter fire års ombygning.
Royal Opera House i Covent Garden er det mest betydelige britiske operahus. Det er hjemsted for den Kongelige Opera og den Kongelige Ballet. Den første teaterbygning på stedet, Theatre Royal (se Patent Theatre), blev lavet efter planer af Edward Shepherd. Det åbnede den 7. december 1732 med en opførelse af William Congreves The way of the world. Selvom der allerede fra 1735 blev opført operaer fx af Händel, forblev bygningens hovedformål at huse skuespil.
Theatre Royal Drury Lane er et teater i West End. Siden midten af 1980'erne har det været hjemsted for store musicalproduktioner som 42nd Street, Miss Saigon og My Fair Lady. London Palladium er et af de mest berømte teatre i London. I 1950'erne blev tv-showet 'Sunday Night at the London Palladium' sendt live i britisk fjernsyn.
Theatre Royal Haymarket (også Haymarket Theatre) er et teater på Haymarket. Den blev grundlagt i 1720 af John Potter som Little Theatre, som hentydning til det større King’s Theatre (i dag Her Majesty's Theatre), som ligeledes var beliggende på Haymarket. Her Majesty's Theatre bliver hovedsageligt benyttet til musicalopførelser. Siden den 9. oktober 1986 er Phantom of the Opera dagligt blevet opført.
Globe Theatre på den sydlige side af Themsen er en rekonstruktion af det friluftsskuespilshus, der påbegyndtes i 1599. Til dette teater skrev William Shakespeare mange af sine store stykker. Sæsonen går fra maj til september med produktioner af Shakespeare – både fra hans tid og af moderne forfattere. Et andet kendt teater er Coliseum Theatre, hvor English National Opera Company har til huse.

### Underholdning og udeliv
I City of Westminster ligger West End omkring Leicester Square og Piccadilly Circus. Det er Londons vigtigste underholdningsdistrikt med blandt andet teatergaden Shaftesbury Avenue og kulturcenteret Covent Garden. London regnes som en af de største musical- og teaterbyer i verden. I østdistriktet, særligt i Shoreditch og Hoxton, ligger et underholdningsdistrikt af mindre eksklusiv karakter. Den to kilometer lange Upper Street i Islington har flere barer og restauranter end nogen anden gade i Storbritannien.
Oxford Street regnes gerne som Europas travleste indkøbsgade. Den er næsten to kilomenter og nok verdens længste indkøbsgade. Mere eksklusive butikker er i Knightsbridge med Harrods som den mest kendte. Der er også en række gademarkeder som Camden Market, Portobello Road Market og Borough Market.
Den store etniske spændvidde i byens befolkning betyder, at der er mad fra de fleste af verdens lande. Nogen områder er blevet gastronomiske centre som Chinatown med mange kinesiske restauranter, Brick Lane med mange bangladeshiske og Edgware Road med mange libanesiske og arabiske spisesteder. I London er der også mange indiske restauranter med madtraditioner fra alle dele af Indien. Mange steder afslører restauranter og butikker hvilke etniske grupper, der dominerer i området.
Traditionelle engelske puber findes overalt i byen. Flere af dem er kendte og traditionsrige stedersom Ye Olde Cheshire Cheese, hvor Samuel Johnson var stamgæst, og Pillars of Hercules, som Charles Dickens nævner i en af sine bøger.
Der er mange festivaler og begivenheder. Karnevallet i Notting Hill er den caribiske befolknings største fest. I november holdes Lord Mayor's Show, en flere århundrede gammel ceremoni i forbindelse med udnævnelsen af ny overborgmester i City of London. Trooping the Colour i juni er en militærparade med pomp og pragt i forbindelse med monarkens officielle fødselsdag.